# Pseudocrocinis
Pseudocrocinis là một chi bướm đêm thuộc họ Geometridae.